# ماري ساندرز
ماري ساندرز (بالإنجليزية: Mary Sanders)‏ هي لاعبة جمباز إيقاعي أمريكية، ولدت في 26 أغسطس 1985 في تورونتو في كندا.

## وصلات خارجية
- ماري ساندرز على موقع أوليمبيديا (الإنجليزية)